# 森本圭美
森本 圭美（もりもと たまみ、1966年10月19日 - ）は、大阪市大正区出身の女子プロボクサー。元ABCO女子スーパーフライ級王者。ナロンワット・ブワマーッ（Narongwas Buamas）がプロモーター兼代表を務めているナロンワット・プロモーション（Narongwas Promotion）所属。リングネームはタマミ・トー・ブワマーッ。

## 来歴
大阪市立扇町高等学校在学中は器械体操に熱中。
その後、結婚して3児を儲け、大阪府枚方市で飲食店を経営。
2007年、少林寺拳法をしていた夫との夫婦喧嘩に勝ちたいと言う動機から、池原正秀（池原シーサー久美子の叔父で、元日本スーパーバンタム級ランカーとして六車卓也の日本タイトルに挑戦した経歴を持つ）が会長を務めるアマチュアジムに40歳で入門。
その後、「趣味でやるには子供に申し訳ない」との理由から選手になることを決めたが、日本では年齢上の理由からプロアマとも試合ができない（当時JBCプロテスト受験資格は32歳まで、AIBAアマチュア出場資格は34歳まで）ため、タイでプロになることを挑戦した。当時WBA女子世界ミニマム級王者だった多田悦子とスパーリングを決行し、その映像を送ったことでデビューが決まった。多田が「アンパンチ」と表現する右の強打を武器とする。
2009年5月24日、サムットサーコーン県のマハチャイ・スタジアムでデビュー戦を行い、2回1分TKO勝ちを収めデビュー戦を白星で飾った。
2010年2月27日、バンコクブンクム区でWIBAインターナショナルフライ級王者ホンファー・トー・ブワマーッと対戦し、10回0-3の判定負けを喫し王座獲得に失敗した。
2010年2月28日、上述のホンファー戦で認められた森本はナロンワット・プロモーション（Narongwas Promotion）と契約し、リングネームをタマミ・トー・ブワマーッとした。
2010年7月28日、コーンケン県でセップ・シッアチャーンマノーとフライ級6回戦を行い、4回TKO勝ちを収めた。
2012年8月21日、ウボンラーチャターニー県でセンルン・クワンチャイシーコーッとABCO女子スーパーフライ級王座決定戦を行い、3回1分59秒TKO勝ちを収め45歳10ヶ月にして王座獲得に成功した。これは池山直が2年後の2014年にマークした国内最年長王座奪取記録である44歳7ヶ月をも上回る。
2012年11月30日、チャチューンサオ県のワット・サマーンラッタナーラームでティエントン・ソー・プライトンとスーパーフライ級6回戦を行い、6回判定負けを喫した。
2013年8月11日、大阪市北区のナスキーホール・梅田でこの年の暮れに好川菜々デビュー2戦目の相手となるジュブジャン・ルークマカームワンとスーパーフライ級6回戦を行い、6回2-0の判定勝ちを収めた。これが唯一の国内での試合となった。
2014年3月28日、四川省遂寧市で羅玉潔とフライ級6回戦を行い、6回1分34秒TKO負けを喫した。この試合で初めてファイトマネーが出たが、プロモーター分や交通費込みのため手元には残らなかった。これを最後に引退。
引退後はボディフィットネスの選手を目指す。
2022年3月13日、大阪沖縄会館で行われるACFグローバル主催の新格闘技「タイヤファイト」に参戦することが発表されている。

## 戦績
- 10戦 6勝 5KO 4敗

## 獲得タイトル
- ABCO女子スーパーフライ級王座